# Kerk van Sint-Ildefonsus
De kerk van Sint-Ildefonsus (Portugees: Igreja de Santo Ildefonso) is een rooms-katholieke kerk in de Portugese stad Porto, gelegen in de buurt van het Batalha-plein. De bouw van de kerk begon in 1709 en werd afgerond op 18 juli 1739. De kerk is vernoemd naar Ildefonsus van Toledo, de bisschop van Toledo van 657 tot 667. Het is gebouwd in vroeg-barokke stijl. In de kerk is een altaarretabel aanwezig van de Italiaanse architect Niccolò Nasoni. De kerk is meerdere keren gerenoveerd, zoals na een zware storm in 1819 en nadat het gebouw beschadigd raakte door beschietingen op 21 juli 1833, tijdens de Portugese burgeroorlog.